# 禁獵魔女
《禁獵魔女》（Witch Hunter ROBIN）是一部日昇動畫作品，於2002年7月2日至12月24日播放，總共26話。劇情描述一個的隱密全球組織所羅門（Solomon）與隸屬於所羅門的日本分部STN-J，而STN-J的成員負責逮捕或消除對社會產生危害的「巫人」（擁有魔力的人）。

## 故事簡介
羅冰是STN-J新加入的成員，雖然擁有與巫人相似的能力，但是她對獵捕巫人這件事是深信不疑的。但是與巫人深入接觸後，羅冰開始懷疑巫人與自己那與眾不同的能力存在的目的。就在這個時候，羅冰發現所羅門似乎在獵捕巫人這件事尚有其他不為人知的企圖，甚至發現自己原來也是組織想要獵殺的目標之一…

## 人物

### STN-J的成員
瀨名·羅冰（Sena Robin，聲：渡邊明乃）
女主角，15歲，為虔誠的基督教徒，由於自身的天賦，小小的年紀就獲得了A級的能力，擁有控制火的能力。說話做事都是不慍不火的。是個慢性子的人兼不善表達感情而已。
亞門（Amon，聲：竹若拓磨）
男主角，25歲，羅冰的搭檔，是專家級的獵人，個性冷靜，為風羅的異母兄弟，也是真崎瞳子的前男友。由於母親為巫人，從小就失去了家族的溫暖。據說他曾毫不留情的捕獵了過去的搭檔，所以在STN-J的獵人中留下了陰影。同爲巫人血統的繼承者，他對應該如何對待羅冰也是非常的疑惑。
烏丸美穗（Karasuma Miho，聲：幸田夏穗）
19歲，經由觸碰物體可以讀取曾經碰過該物體的人的情感與思考。也是因爲這個能力的緣故，所以一直和他人保持距離。但是數年前開始，她的能力就開始衰退了，此後，喪失能力的恐懼一直困擾著她。在STN-J中是和亞門一樣老資格的隊員，基本上和晴人搭檔作戰鬥輔助。
堂島百合香（Doujima Yurika，聲：冰上恭子）
18歲，據說是神戶資本家的女兒，和高層有關係進來的，但真正的身份卻不爲人所知。表面上是個無憂無慮、懶惰，幾乎每次上班都會遲到的人。但是實際上對自己的任務都是非常出色的完成的。
榊晴人（Sakaki Haruto，聲：福山潤）
17歲，基本上在STN-J屬於行動派，負責配合魔女獵人輔助攻擊，其能力等級爲B。喜歡騎摩托車。行動相當直率。是一個很陽光向上，具有使命感的少年。
麥克・李（Michael Lee，聲：結城比呂）
16歲，本來是一個駭客，後來因為侵入STN-J的系統而被捕，與財前交換條件而成為STN-J的成員。但是必須絕對在STN的管理之下，不能踏出門一步。
小坂慎太郎（Kosaka Shintarou，聲：辻親八）
45歲，警視廳派來STN-J擔任署長，有時負責傳達組織的進度與資訊。
服部庄平（Hattori Shohei，聲：大倉正章）
32歲，小坂慎太郎一同從警視廳加入STN-J。
財前琢磨（Zaizen Takuma，聲：池水通洋）
52歲，STN-J的管理人，也是真崎瞳子的父親，暗地裡命令亞門監視著羅冰。

### 其他成員
真崎瞳子（Masaki Tōko，聲：中島麻實）
羅冰的室友，也是財前的女兒。
風羅俊司（Nagira Shunji，聲：山野井仁）
亞門的哥哥，經營風羅法律事務所。
花村美加（Hanamura Mika，聲：小松由佳）
風羅法律事務所的職員。

## 主題曲
- OP:「Shell」

作詞:三重野瞳
作曲/編曲：鈴木Daichi秀行
歌:葉菜(Bana)
- ED:「half pain」

作詞:三重野瞳　
作曲:淺見昴生
編曲:岩崎琢
歌:葉菜(Bana)

## 工作人員
- 企画:サンライズ（Sunrise）
- 原案:矢立肇、村瀨修功
- 監督:村瀨修功
- 人物設定:高橋久美子
- 音楽:岩崎琢
- 製作:サンライズ、萬代影視

## 各話标题
| 話数   | 标题                                       | 脚本              | 分镜           | 演出       | 作画監督            |
| ------ | ------------------------------------------ | ----------------- | -------------- | ---------- | ------------------- |
| 第1話  | Replacement （邦題:魔女を狩る少女･ロビン） | 村瀨修功 吉永亞矢 | 村瀨修功       | 大橋譽志光 | 森下博光            |
| 第2話  | Addicted to power                          | 吉永亞矢          | 大橋譽志光     | 長井龍雪   | 寺岡巖              |
| 第3話  | Dancing in darkness                        | 荒木憲一          | 門智昭         | 三好正人   | 中島利洋            |
| 第4話  | Stubborn aesthetics                        | 北嶋博明          | 高山朋浩       | 宮田亮     | 工藤昌史            |
| 第5話  | Smells like the wandering spirit           | 吉永亞矢          | 大鹽万次郎     | 久城りおん | 寺岡巖              |
| 第6話  | Raindrops                                  | 吉田伸            | 大橋誉志光     | 大橋誉志光 | 恩田尚之            |
| 第7話  | Simple-mind                                | 荒木憲一          | 門智明         | 長井龍雪   | 森下博光            |
| 第8話  | Faith                                      | 北嶋博明          | 山中榮治       | 三好正人   | 寺岡巖              |
| 第9話  | Sign of the Craft                          | 吉田伸            | まついひとゆき | 鳥羽聰     | 工藤昌史            |
| 第10話 | Separate lives                             | 吉永亞矢          | 恩田尚之       | 大橋譽志光 | 中島利洋            |
| 第11話 | The soul cages                             | 野崎透            | 松尾衡         | 小倉宏文   | 寺岡巖              |
| 第12話 | Precious illusions                         | 野崎透            | 高山朋浩       | 長井龍雪   | 恩田尚之            |
| 第13話 | The eyes of truth                          | 野崎透            | 山中英治       | 三好正人   | 森下博光            |
| 第14話 | Loaded Guns                                | 野崎透            | 大橋譽志光     | 大橋譽志光 | 寺岡巖              |
| 第15話 | Time to say Goodbye                        | 野崎透            | 平松禎史       | 鳥羽聰     | 中島利洋            |
| 第16話 | Heal the pain                              | 吉永亞矢          | 松尾衡         | 石踊宏     | 後藤嵐              |
| 第17話 | Dilemma                                    | 北嶋博明          | 山中英治       | 長井龍雪   | 森下博光            |
| 第18話 | In my pocket                               | 野崎透            | 高山朋浩       | 吉村章     | 工藤昌史            |
| 第19話 | Missing                                    | 吉田伸            | 大橋譽志光     | 大橋譽志光 | 恩田尚之            |
| 第20話 | All I really oughta know                   | 野崎透            | 吉田徹         | 鳥羽聰     | 寺岡巖              |
| 第21話 | No way out                                 | 野崎透            | 松尾衡         | 長井龍雪   | 中島利洋            |
| 第22話 | Family Portrait                            | 野崎透            | 千明孝一       | 石踊宏     | 後藤嵐              |
| 第23話 | Sympathy for the Devil                     | 野崎透            | 山中英治       | 彩勍他     | 竹內進二            |
| 第24話 | Rent                                       | 野崎透            | 松尾衡         | 梅川理志   | 寺岡巖              |
| 第25話 | Redemption day                             | 野崎透            | 大橋誉志光     | 大橋誉志光 | 森下博光            |
| 第26話 | Time to tell                               | 野崎透            | 村瀨修功       | 平松禎史   | 高橋久美子 中島利洋 |

## 外部連結
- Witch Hunter ROBIN （页面存档备份，存于） （日昇動畫内）（日語）
- Witch Hubter ROBIN （页面存档备份，存于）（ビクターエンタテインメント内）（日語）